# Scandale Chris Pincher
Le texte peut changer fréquemment, n’est peut-être pas à jour et peut manquer de recul. 
Le titre et la description de l'acte concerné reposent sur la qualification juridique retenue lors de la rédaction de l'article et peuvent évoluer en même temps que celle-ci.
 (juillet 2022).
Si vous disposez d'ouvrages ou d'articles de référence ou si vous connaissez des sites web de qualité traitant du thème abordé ici, merci de compléter l'article en donnant les références utiles à sa vérifiabilité et en les liant à la section « Notes et références ».

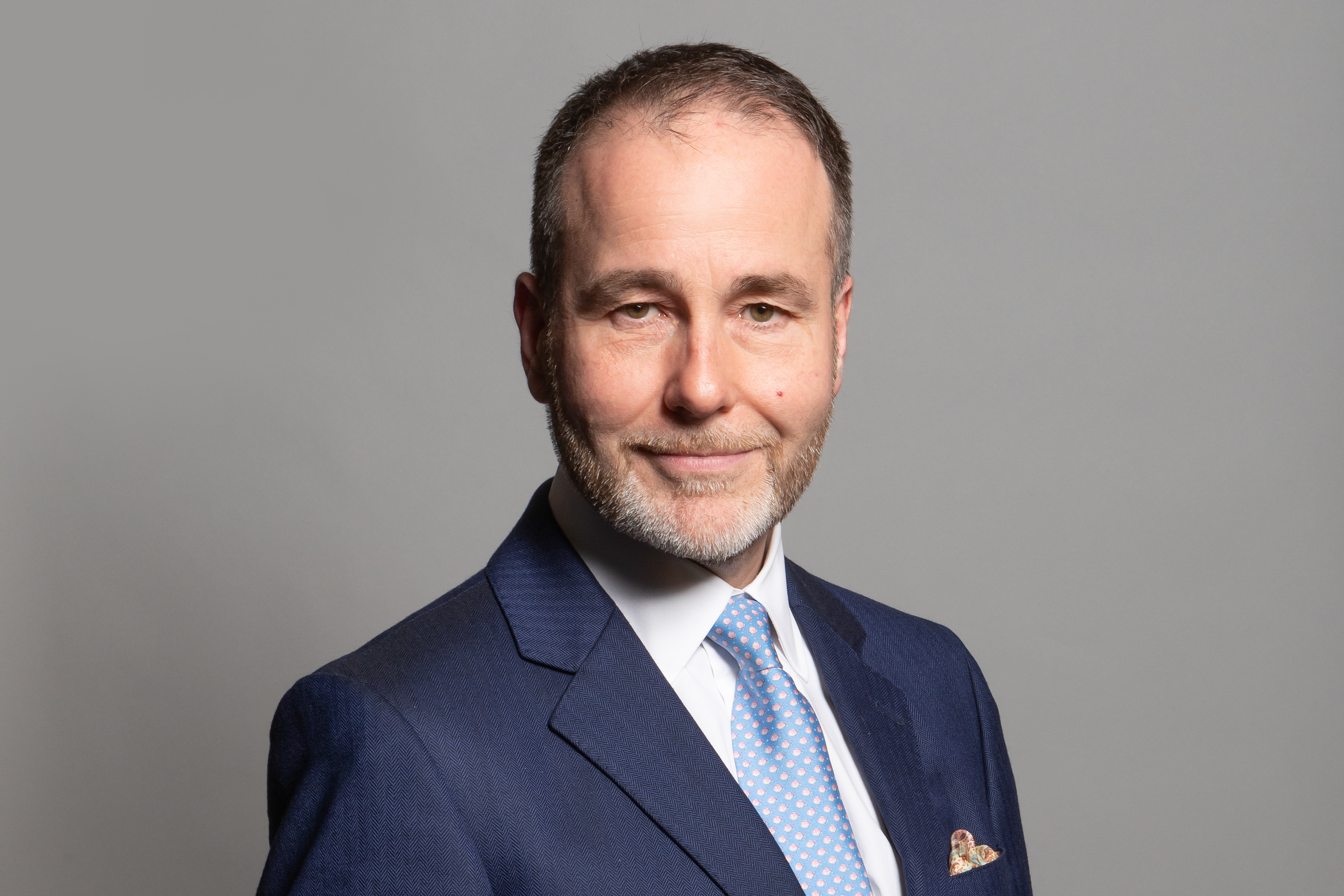
Portrait officiel de Chris Pincher.

Le scandale Chris Pincher est une affaire de mœurs ayant éclaté au sein du gouvernement britannique à la suite d'accusations de comportements sexuels déplacés visant Chris Pincher, ancien whip adjoint du Parti conservateur. Au début du mois de juillet 2022, plusieurs accusations de même nature à l’encontre de Pincher émergent, certaines concernant des faits antérieurs à sa nomination en tant que whip adjoint. Le gouvernement affirme d’abord que le Premier ministre Boris Johnson n’avait pas connaissance de ces plaintes au moment de la nomination de Pincher. Cependant, Johnson admet plus tard en avoir été informé, provoquant alors une large controverse autour des précédents démentis et des raisons pour lesquelles le Premier ministre avait malgré tout choisi de nommer Pincher au poste de whip adjoint.
Le scandale déclenche une crise majeure au sein du gouvernement Johnson, entraînant la démission de plusieurs ministres ainsi que de nombreux membres du gouvernement entre le 5 et le 7 juillet 2022. Boris Johnson annonce lui-même sa démission le 7 juillet.

## Contexte
Christopher Pincher, en tant que membre du Parti conservateur, est député (Member of Parliament) pour la circonscription de Tamworth depuis 2010. En février 2022, il est nommé whip adjoint par Boris Johnson.

## Incidents

### Incident de 2017
Le 5 novembre 2017, lors du scandale sexuel de Westminster,, Pincher démissionne de son poste de Trésorier de la Cour Royale et se soumet volontairement à la procédure de gestion des plaintes du Parti conservateur et à la police. Il est alors accusé d’agression sexuelle par l’ancien rameur olympique et candidat conservateur Alex Story, qui déclare avoir fait l’objet, en 2001, d’avances de la part de Pincher. Celui-ci aurait invité Story dans son appartement, où il lui aurait massé le cou et parlé de son « avenir au sein du Parti conservateur », avant de revêtir un peignoir. En racontant cet épisode, Story explique que l’attitude de Pincher lui avait fait l’impression d’un « Harvey Weinstein bas de gamme ». Pincher déclare quant à lui « [ne reconnaître] ni les événements cités ni l’interprétation qui en est faite » et ajoute : « Si M. Story s’est senti offensé par une chose que j’ai dite, je ne peux que lui présenter mes excuses ». Pincher est également accusé d’avoir « tripoté » l’ancien député travailliste Tom Blenkinsop, qui lui avait alors dit « d’aller se faire foutre ». Le 23 décembre 2017, le comité d’enquête du Parti conservateur conclut que Pincher n’a pas enfreint le code de conduite.

### Incident de juin 2022
Le 30 juin 2022, Chris Pincher démissionne de son poste de whip adjoint, admettant avoir « beaucoup trop bu » la nuit précédente au Carlton Club, un club privé londonien, ainsi que s’être « mis dans l’embarras » et avoir « mis d’autres personnes dans l’embarras ». Il se serait rendu coupable d’attouchements sur deux hommes.
La cheffe adjointe du Parti travailliste Angela Rayner déclare alors que ces évènements témoignent d’un affaiblissement des standards moraux de la vie publique sous le gouvernement de Boris Johnson. Elle insiste également pour que celui-ci explique les raisons de la nomination de Pincher en tant que whip ainsi que celles de son maintien comme député conservateur. Certains députés conservateurs, anonymement, appellent alors à l’organisation d’une élection partielle pour remplacer Pincher, l’incident étant jugé « bien pire » que celui concernant l’ancien député conservateur Neil Parish (qui avait été surpris, plus tôt dans l’année, en train de regarder des vidéos pornographiques à la Chambre des communes). Yvette Cooper, secrétaire d’État à l’Intérieur du cabinet fantôme, décrète que la lumière devra être faite sur ces évènements et demande que, dans un premier temps et afin de respecter l’éthique publique, Pincher se voie retirer le poste de whip. La libérale-démocrate Wendy Chamberlain, quant à elle, estime qu’il est impossible que Pincher reste député face à des faits d’une telle gravité ; elle demande une enquête approfondie et exige que celui-ci soit démis de ses fonctions de whip.
Pincher est ensuite suspendu en tant que député conservateur mais demeure au Parlement en tant qu’indépendant. Angela Rayner affirme que Johnson avait de nombreuses fois été incité à prendre des mesures. Selon Jenny Chapman, ce que Johnson savait lorsqu’il a nommé Pincher comme whip n’est pas clair. « Nous voulons savoir qui savait quoi, ainsi que quand et pourquoi de telles décisions ont été prises. Je ne pense pas que quiconque à Westminster croie que Boris Johnson n’était pas au courant des accusations à l’encontre de M. Pincher », dit-elle. Selon BBC, « deux forces de police ont enquêté sur des accusations d’agression sexuelle visant un homme qui serait le député Christopher Pincher ».
Dans une lettre adressée au whip en chef du Parti conservateur Chris Heaton-Harris, les présidentes du comité restreint Karen Bradley et Caroline Nokes affirment que le Parti conservateur devrait adopter une politique de « tolérance zéro » à l’égard de telles accusations et « mener une enquête approfondie dans chaque cas », ajoutant que « le parti et, par extension, le gouvernement risquent d’être lourdement affectés dans leur réputation en raison de l’approche actuelle ».